# Jałoszyński
Jałoszyński, Jałoszyńska – polskie nazwisko, które obecnie nosi ok. 1100 osób.
Osoby noszące to nazwisko:
- Kuba Jałoszyński (ur. 1960) – polski policjant
- Zygmunt Jałoszyński (ur. 18 czerwca 1946) – polski lekkoatleta, oszczepnik